# Championnat d'Europe masculin de rink hockey 1939
Championnat du Monde 1939 et Coupe des Nations 1939
Navigation
Championnat d'Europe masculin 1939 Championnat d'Europe/du Monde masculin 1947
Le Championnat d'Europe de rink hockey masculin 1939 est la 12e édition de la compétition organisée par le Comité européen de rink hockey et réunissant les meilleures nations européennes. Cette édition a lieu à Montreux, en Suisse. Cette compétition est également considérée comme étant le second championnat du monde. 
L'équipe d'Angleterre remporte pour la douzième fois consécutive le titre européen de rink hockey et pour la seconde fois le titre mondial.

## Participants
Le tournoi de Paques de Montreux est en 1939 considéré comme étant le championnat du monde. 
Sept équipes prennent part à cette compétition.
- Allemagne
- Angleterre
- Belgique
- France
- Italie
- Portugal
- Suisse

Bien que conviées, les sélections argentines et canadienne ne participent pas à la compétition. Il s'agit de la première fois que le Portugal se rend en Suisse.

## Résultats
Les équipes sont reçus au casino de Montreux par le comité d'organisation présidé par Otto Mayer. L'Angleterre détentrice des championnats d'Europe depuis douze ans, et du précédent championnat du monde, est favori de l'édition. 

### Journée
- Sous l'arbitrage du français Balavoine, l'Angleterre remporte sa rencontre face à la Belgique en menant par trois buts à rien à la mi-temps[6]. Sous l'arbitrage de l'anglais Allen, la France bat la Suisse d'un but[6]. Sous l'arbitrage du belge Sofflé, le Portugal, qui a le soutien du public, remporte le match par deux buts contre un face à l'Italie qui manque en fin de rencontre un pénalty[6].

- Les progrès de la Belgique permette d'obtenir une égalité face à la Suisse qui cette dernière a pourtant fait course en tête au tableau des scores, sous l'arbitrage de l'italien Muthi[5]. Le match arbitré par le suisse Bornand entre l'Allemagne et le Portugal est très équilibré, mais tourne à l'avantage des portugais en second mi-temps[5].

- Le dimanche après-midi, l'anglais Kinslen arbitre les portugais victorieux des belges. L'anglais Allen arbitre la victoire italienne face aux français. Le français Sourabère arbitre la défaite de la suisse face aux anglais. Durant les rencontres de soirée, la France se ressaisit et bat la Belgique sous l'arbitrage du suisse Bloch, les anglais remportent de nouveau leur match face aux allemands. Malgré un remaniement dans la composition de l'équipe suisse celle-ci s'incline face à l'Italie[3].

- Le coup d'envoi de la rencontre Suisse-Portugal est donnée par l'actrice Janine Darcey. Lundi, voit la victoire allemande face à la Suisse qui pourtant avait ouvert le score d'entrée de jeu. L'ultime victoire des Anglais face à l'Italie leur permettent de remporter l'édition 1939[7].

### Synthèse
| Rang | Équipe     | Pts | J | G | N | P | Bp | Bc | Diff |  | Résultats  |  |     |     |     |     |     |     |
| ---- | ---------- | --- | - | - | - | - | -- | -- | ---- |  | ---------- |  | --- | --- | --- | --- | --- | --- |
| 1    | Angleterre | 12  | 6 | 6 | 0 | 0 | 22 | 5  | +17  |  | Angleterre |  | 4-1 | 3-0 | 4-1 | 4-1 | 2-0 | 5-2 |
| 2    | Italie     | 8   | 6 | 4 | 0 | 2 | 27 | 10 | +17  |  | Italie     |  |     | 5-1 | 1-2 | 6-1 | 6-1 | 8-1 |
| 3    | Portugal   | 6   | 6 | 2 | 2 | 2 | 6  | 11 | -5   |  | Portugal   |  |     |     | 2-1 | 1-1 | 2-1 | 0-0 |
| 4    | Belgique   | 5   | 6 | 2 | 1 | 3 | 10 | 13 | -3   |  | Belgique   |  |     |     |     | 0-2 | 2-0 | 4-4 |
| 5    | France     | 5   | 6 | 2 | 1 | 3 | 11 | 22 | -11  |  | France     |  |     |     |     |     | 1-7 | 5-4 |
| 6    | Allemagne  | 4   | 6 | 2 | 0 | 4 | 13 | 14 | -1   |  | Allemagne  |  |     |     |     |     |     | 4-1 |
| 7    | Suisse     | 2   | 6 | 0 | 2 | 4 | 12 | 26 | -14  |  | Suisse     |  |     |     |     |     |     |     |